# Šenzou 6
Šenzou 6 (kineski 神舟六号, engleska translacija Shenzhou 6) je naziv za kinesku svemirsku letjelicu čiji je let predstavljao drugi po redu let kineskog svemirskog broda s ljudskom posadom. Lansiran je 12. listopada 2005. a spustio se 16. listopada 2005 u Unutarnjoj Mongoliji. Nosio je posadu od dva člana - Fei Junlonga i Nie Haishenga.
Smatra se da će uspjeh misije predstavljati značajan poticaj kineskom svemirskom programu.

## Poveznice
- Program Šenzou
- Šenzou 5